# Colbitzer Lindenwald
Der Colbitzer Lindenwald ist mit rund 220 Hektar der größte geschlossene Lindenwald Mitteleuropas mit einem durchschnittlichen Alter von rund 200 Jahren. Das Gebiet liegt im norddeutschen Tiefland (Höhen zwischen 80 und 120 m) von Sachsen-Anhalt und steht unter Naturschutz.

## Lage und Schutzstatus
Der Wald befindet sich im Gebiet der Colbitz-Letzlinger Heide in Sachsen-Anhalt, zirka vier Kilometer nordwestlich des Ortes Colbitz. 199,3 ha des Lindenwaldes haben den Status eines Naturschutzgebietes (Stand 2019); davon sind 25,9 ha als Totalreservat ausgewiesen. Das Naturschutzgebiet ist Teil des gleichnamigen, 527 ha großen FFH-Schutzgebietes Colbitzer Lindenwald, das wiederum Teil des Vogelschutzgebietes Colbitz-Letzlinger Heide mit einer Gesamtgröße von rund 204 km² ist.

## Flora und Fauna
Im Bereich des Naturschutzgebietes besteht eine Laubwaldgesellschaft, die insbesondere von Winter-Linde und Hainbuche bestimmt wird. Die für diesen Waldtyp (Eichen-Hainbuchen-Wälder) mitbestimmenden Traubeneichen sind durch Verschattung fast vollständig verschwunden oder wurden in der Vergangenheit entnommen. Die Bäume haben zum Teil ein erhebliches Alter: Die ältesten Linden sind zwischen 180 und 200 Jahre, die ältesten Eichen zwischen 400 und 600 Jahre alt. Weitere seltener vorkommende Baumarten sind Stieleiche, Espe und Birke.
Im Unterwuchs – der aufgrund der Verschattung nur schwach ausgeprägt ist – sind vor allem Glocken-Heide, Weiße Schwalbenwurz und Großblütiger Fingerhut von naturschutzfachlicher Bedeutung. Ansonsten finden sich vor allem einige Waldgräser.
Bei der Fauna sind vor allem die Vogelarten von Bedeutung: Besonders bemerkenswert ist eine baumbrütende Population des Mauerseglers. Darüber hinaus sind Baumfalke, Wespenbussard, sowie Mittelspecht und Buntspecht nennenswert.
Aufgrund des alten Baumbestandes ist der Wald zudem ein geeigneter Lebensraum für die Fledermausarten Zwergfledermaus, Fransenfledermaus, Braunes Langohr, Rauhautfledermaus und Großer Abendsegler.
Weitere interessante Tiere des Schutzgebietes sind Baummarder, Rötelmaus, Waldkauz, Zauneidechse, Kreuzotter und Blindschleiche.

## Geschichte

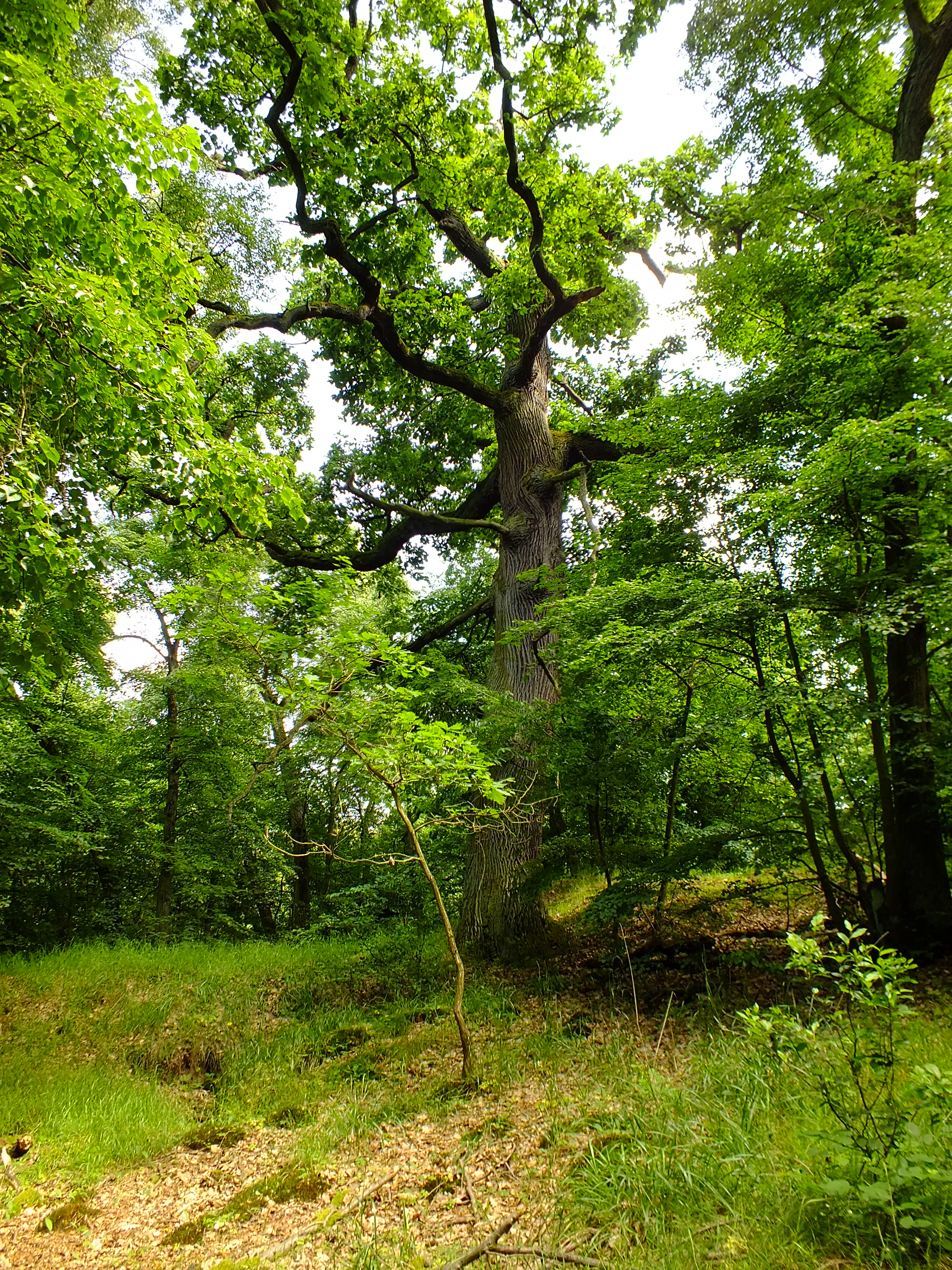
Alte Eiche im NSG

Die Entstehung des Waldes geht auf die mittlere Wärmezeit nach der letzten Eiszeit zurück (Atlantikum: zwischen ca. 8000 und 4000 v. Chr.), in der das Klima für Linden besonders günstig war. Aufgrund der günstigen tonhaltigen Bodenstruktur auf kieshaltigen Sanden konnte sich der Wald als Reliktbiotop bis heute erhalten.
In einem Dokument aus dem Jahr 1292 werden die „Lindenberge“ erstmals urkundlich erwähnt.
Nach einer lokalen Überlieferung soll Napoleon nach der Abholzung der hier befindlichen Eichen befohlen haben, den Lindenwald anzulegen. Biologisch erscheint dies unwahrscheinlich, belegte historische Quellen gibt es für eine solche Annahme ebenfalls nicht.
In älteren Publikationen wird der Wald in Zusammenhang mit einer starken kommerziellen Holznutzung erwähnt. Durch den starken Stockausschlag aus den Stümpfen der gefällten Bäume erklärt sich jedoch, weshalb der Lindenwald erhalten blieb und nicht durch die sonst übliche Anpflanzung von Kiefern oder Eichen ersetzt wurde.
Bereits im Jahr 1907 erfolgte eine erste Unterschutzstellung eines 13,4 ha großen Teilbereiches als Urwald durch die in Magdeburg ansässige Provinzregierung. Im Jahr 1920 erfolgte eine Vergrößerung des Schutzgebietes auf 128 Hektar und 1939 auf 185 Hektar. 28 Hektar wurden hierbei totalgeschützt und für Forschungszwecke urwaldnah gehalten (Prozessschutz). Nach einer 1958 durch DDR-Behörden vorgenommenen Grenzkorrektur umfasste das geschützte Gebiet 188 Hektar.
Bis 1986 lag der Lindenwald innerhalb des militärischen Sperrgebietes, das heute alsTruppenübungsplatz Altmark bezeichnet wird.
Eine weitere Fläche von 197 Hektar wurde im Juni 1992 per Verordnung des Regierungspräsidenten einstweilig für eine mögliche spätere Naturschutzunterstellung gesichert.

## Tourismus, Gefährdung, Entwicklung
Der Wald ist gut vom östlich gelegenen Ort Colbitz zu erreichen. In der näheren Umgebung befinden sich mehrere Hotels und Gasthöfe. Durch die Südostecke des Waldes verlaufen seit 1990 aufgrund einer Bürgerinitiative zwei Wanderwege. Der große Lindenwaldrundweg hat eine Länge von 4 km, der kleine Lindenwaldrundweg eine Länge von 3 km. Verschiedene Infotafeln geben Auskunft über das Gebiet. Beide Rundwege sind nur für Fußgänger zugelassen. Der größte Teil des Waldes ist weglos, sodass eine Ausweitung des Totalschutzgebietes im Hinblick auf den Naturschutz leicht umsetzbar wäre. Eine wichtige Maßnahme zur Sicherung des Gebietes wäre ein Lehrpfad zur Besucherlenkung. Weiterhin sollten Untersuchungen zur natürlichen Verjüngung von Traubeneiche und Winterlinde bei unterschiedlichen Bestockungs- und Bodenverhältnissen durchgeführt werden.
Der Lindenwald ist ein beliebtes Ziel für Radausflüge aus der Umgebung. Als Radausflug von ca. 30 km bietet sich ein Weg vom Bahnhof Zielitz nach Colbitz und nach Groß Ammensleben an, End und Anfangspunkte sind von Magdeburg aus durch ÖPNV per S-Bahn und Regionalbahn erreichbar. In Colbitz ist der Lindenwald ausgeschildert – eine Gaststätte kurz vor dem eigentlichen Lindenwald steht zur gastronomischen Versorgung bereit.
Saisonhöhepunkt ist der Zeitraum der Lindenblüte Ende Juni, Anfang Juli.
Am Rande des Naturschutzgebietes befinden sich Trinkwasserförderanlagen, da das Gebiet Teil eines Trinkwassereinzugsgebietes ist, in dem aus 60 m Tiefe bis zu 150.000 m³ Grundwasser für die Versorgung von über 500.000 Menschen gefördert wird.
Die Trinkwasserförderung führt zu einer Absenkung des Grundwasserspiegels, die Auswirkungen auf die natürlichen Lebensgemeinschaften hat. Eine Gefährdung für aktive Naturschutz- oder Tourismusmaßnahmen besteht durch die Altlasten aus der jahrzehntelangen Nutzung als Truppenübungsplatz.

## Filmdokumentation
- Im größten Lindenwald Europas. Dokumentarfilm von Peter und Stefan Simank. Produktion: Simank-Filmproduktion, Deutschland 2005. 60 Minuten